# CP série 2240
La série UTE 2240 est une série d'automotrices électriques des chemins de fer portugais, les CP.

Les UTE 2295, 2296 et 2297 ont été aménagées en 2011, pour le service InterCidades de la ligne de la Beira Baixa (Lisbonne-Covilhã). Cet aménagement comprend l'installation de nouveaux sièges de 1re et 2e classe ainsi que d'un distributeur automatique de boissons et snacks.

## Notes

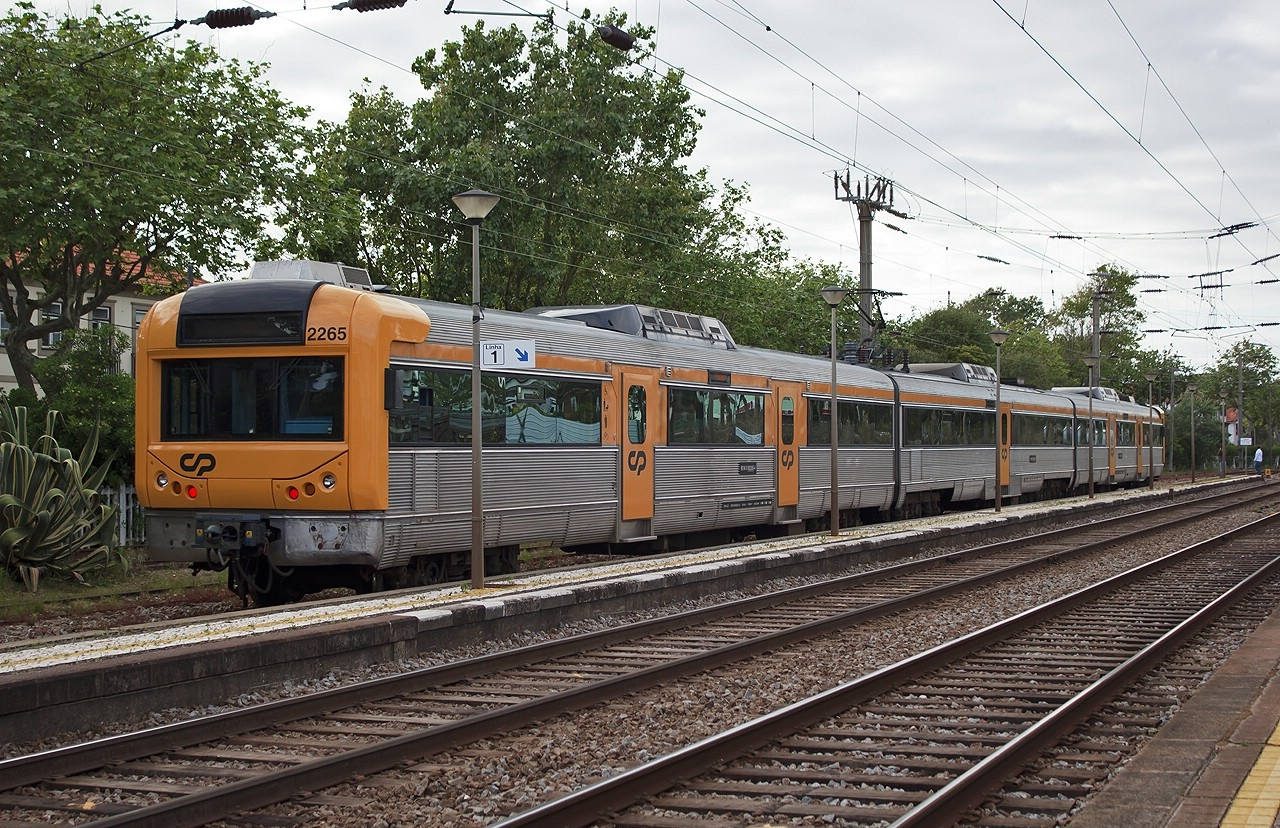
CP 2265 en gare de Granja
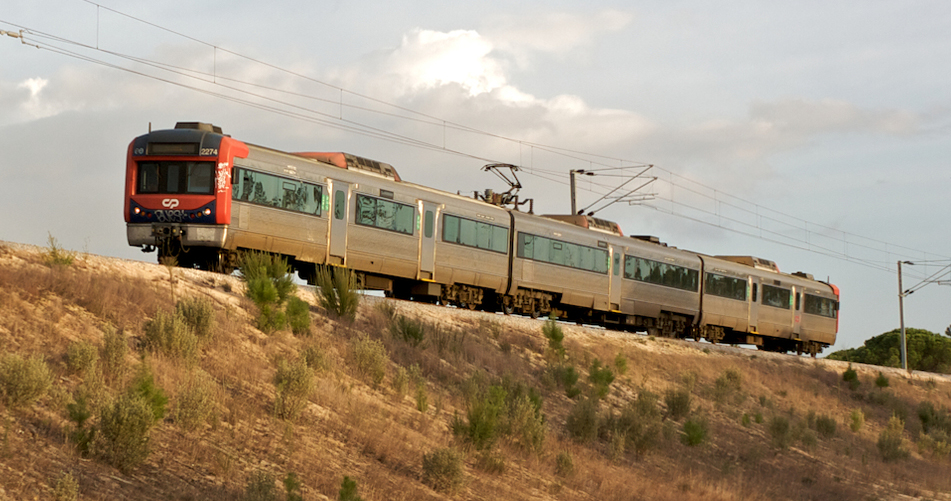
Rame CP 2274